# Бернд Шнайдер (футболист)
Вижте пояснителната страница за други личности с името Бернд Шнайдер.
Бернд Шнайдер е бивш немски футболист, играещ като десен полузащитник. Роден е в Йена, ГДР. Наричан е „белия бразилец“ заради техничният си стил на игра. Умее да изпълнява преки свободни удари и корнери, а друг негов специалитет са далечните удари.

## Кариера

### Клубна кариера
Първият му професионален отбор е Карл Цайс Йена. Шнайдер дебютира на 13 август 1991 в мач срещу Дармщадт 98. В първите си три сезона трудно пробива в стартовия състав, но през сезон 1994/95 се утвърждава като титуляр. Помага на отбора да се завърне във Втора Бундеслига. След като през 1998 Карл Цайс изпадат, Бернд преминава в Айнтрахт (Франкфурт). Халфът е една от звездите на Айнтрахт и изиграва 33 мача, в които вкарва 4 попадения. След края на сезона Шнайдер е трансфериран в Байер Леверкузен. Там треньорът Кристоф Даум го налага като десен халф. През 1999/00 и 2001/02 е вицешампион на Германия с „аспирините“. Шнайдер е с основен принос за класирането на Байер на финал на Шампионската лига, а в състава личат още имената на Ханс-Йорг Бут, Лусио, Михаел Балак и Зе Роберто. Въпреки това, Байер губи от Реал Мадрид с 1 – 2. Аспирините остават втори в шампионата и стигат до финал за купата. През сезон 2003/04 Бернд вкарва 10 гола и заедно с Йоан Мику са най-резултатните халфове в първенството. През 2006/07 попада в идеалния състав на сезона на в-к „Кикер“. През април 2008 получава тежка контузия и не играе футбол повече от година. През сезон 2008/09 изиграва само 1 мач, след което слага край на кариерата си.

### Национален отбор
Шнайдер е повикан в бундестима за първи път през 1999 за купата на конфедерациите. Там играе в 2 мача. В квалификациите за Мондиал 2002 Бернд е основен играе и е твръд титуляр във всички мачове на Германия на световното. Две години по-късно участва на Евро 2004, където отборът отпада още в груповата фаза. На купата на конфедерациите следващата година Шнайдер е капитан на маншафтът. Повикан е и за домакинския Мондиал 2006, където Юрген Клинсман продължава да залага на него, въпреки нарастващата конкуренция в тима. Халфът е капитан в първия мач от групите срещу Коста Рика, тъй като титулярният капитан Михаел Балак не играе. От първенството немците печелят бронзовите медали. След травмата си през 2008 и пропускането на Евро 2008, Шнайдер не е викан повече в тима.